# 高原南星
高原南星（学名：Arisaema intermedium）为天南星科天南星属的植物。分布在尼泊尔、印度以及中国大陆的西藏、云南等地，生长于海拔2,600米至3,400米的地区，多生在高山草坡和铁杉林下，目前尚未由人工引种栽培。

## 别名
土半夏(西藏)